# Johnny Van Zant
John Roy "Johnny" Van Zant (* 27. února 1960 v Jacksonville, Florida, USA) je americký hudebník a současný zpěvák southern rockové skupiny Lynyrd Skynyrd. Je také mladší bratr zakladatele skupiny Lynyrd Skynyrd Ronnie Van Zanta a zakladatale 38 Special Donnie Van Zanta.